# Pizzardone
Il pizzardone (pizzardóne in romanesco, pizzardó nei dialetti marchigiani centrali, pizardó in anconitano) è il nome con cui si identificano gli agenti della polizia locale in diverse zone dell'Italia centrale. Nel dialetto milanese corrisponde alla parola ghisa, nel dialetto torinese alla parola cìvich, nel dialetto genovese alla parola cantunè, nel dialetto veneziano alla parola ghebo, e nel dialetto triestino alla parola tubo, dalla tipica forma del cappello.

## Etimologia

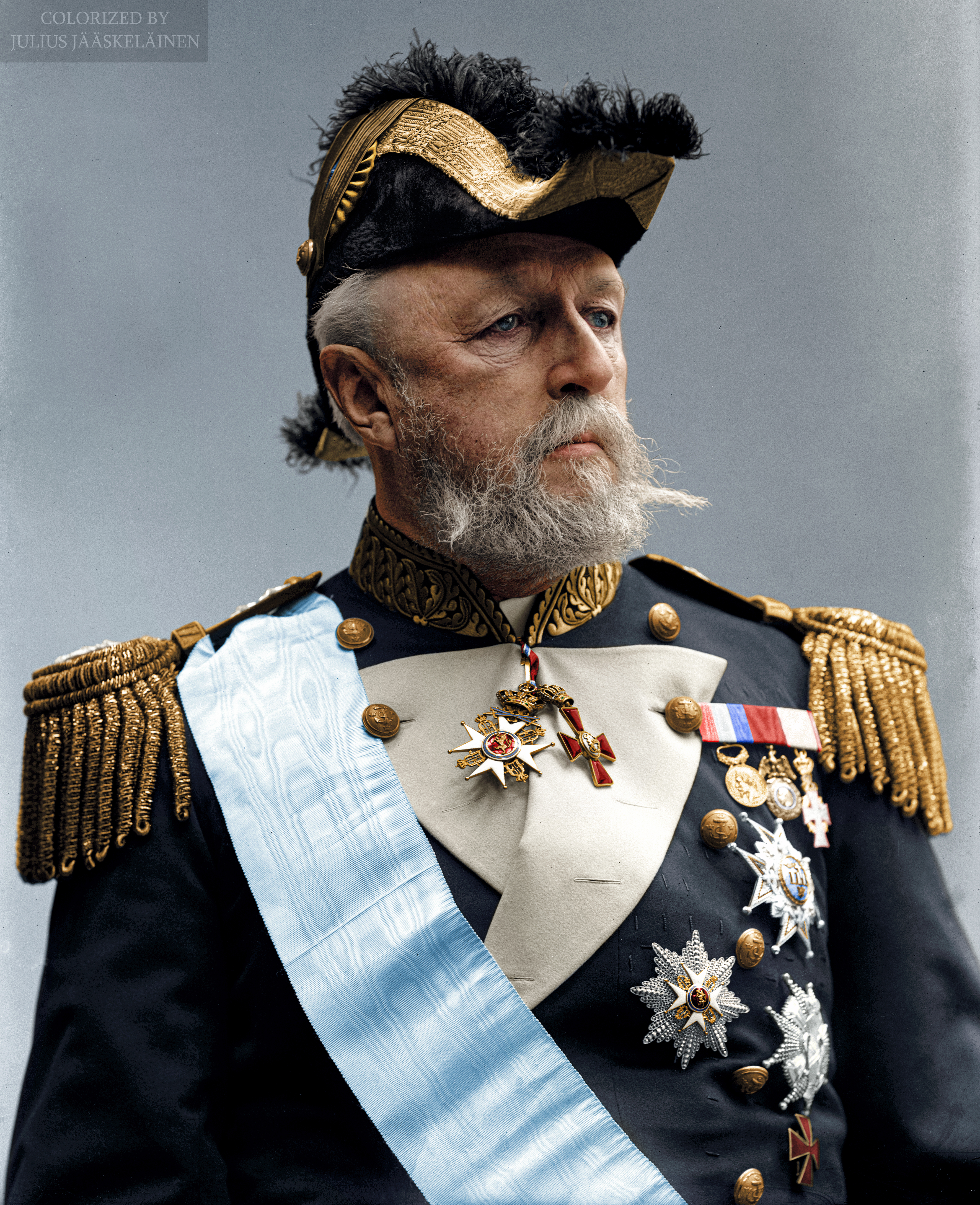
Re Oscar II di Svezia con la pizzarda

L'etimologia del nome, la cui prima attestazione scritta in italiano nel significato corrente risale al 1871, deriva dal caratteristico cappello a doppia punta (detto in dialetto pizzarda appunto) che erano soliti portare i membri della polizia municipale romana nell'Ottocento. La voce pizzarda deriva a sua volta da pizzo, 'punta', (e, per estensione, 'becco') e dal suffisso di origine germanica -ardo,a (cui è "legata quasi sempre l'idea di qualcosa di eccessivo e di esagerato").

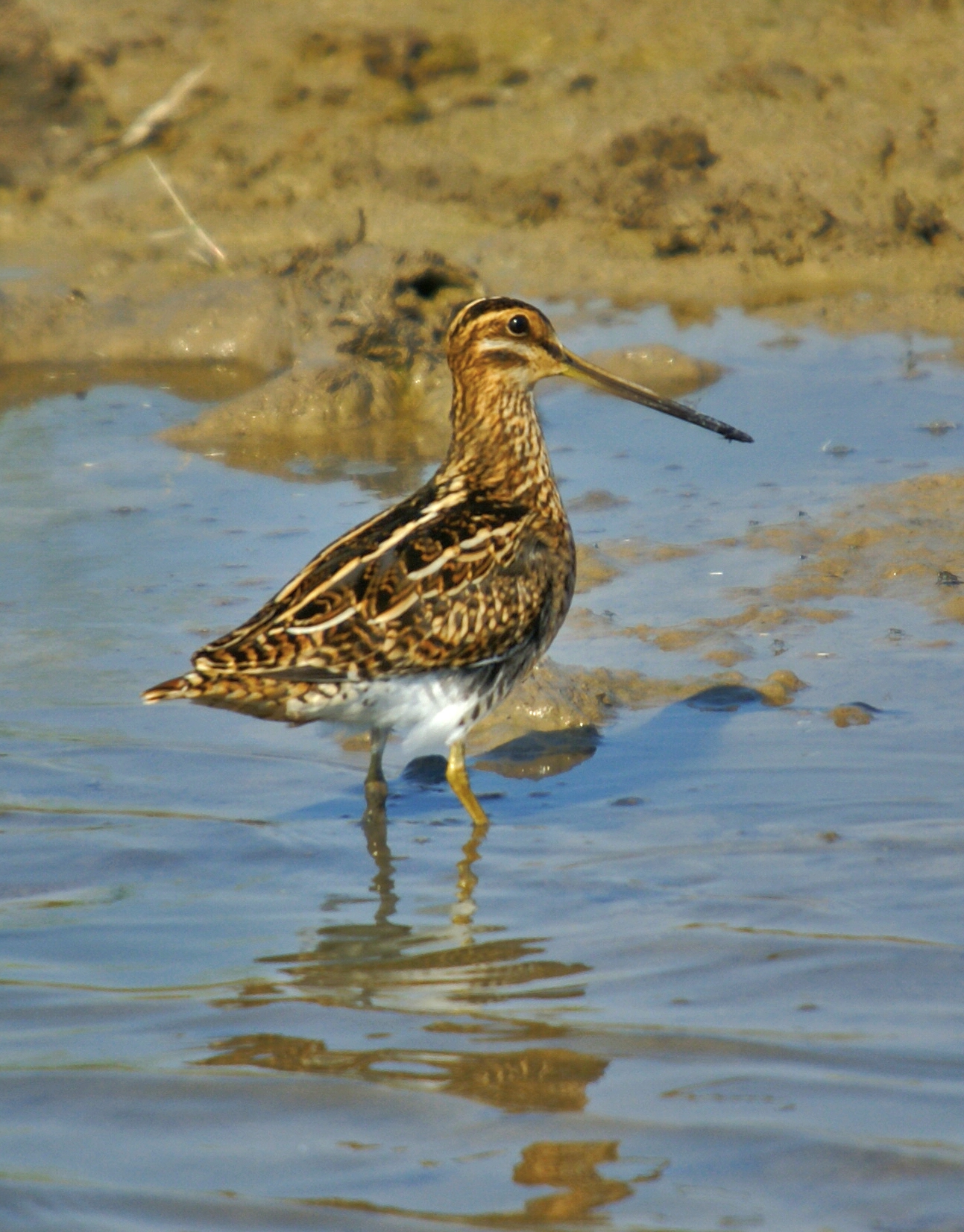
Beccaccino o pizzarda

In origine pizzarda indicava in romanesco soltanto una specie di uccelli: la Scolopax Gallinago L. cioè, in italiano, il beccaccino, così chiamato per il suo vistoso becco o, in romanesco, pizzo. Quindi, proprio a partire dall'associazione tra il beccaccino e il cappello a feluca, ancora usato nelle cerimonie dell'Ottocento da diplomatici, generali e ammiragli, nonché quotidianamente dai pizzardoni, derivò l'estensione semantica del termine pizzarda ad indicare oltre alla specie aviaria anche il copricapo a punta. Già Dossi, nelle Note azzurre recepiva il romaneschismo ed adoperava pizzarda nel senso di feluca. Dunque il suffisso -one, che ha due significati, in questo caso non avrebbe la funzione di accrescitivo (l'idea relativa è peraltro già fornita da -ardo,a), ma l'altra di "esprimere una particolarità o qualità caratterizzante, senza che in primo piano vi fosse l'idea della grossezza", cioè quella di portare il vistoso copricapo a punta della pizzarda.
È stata tuttavia autorevolmente avanzata anche un'altra spiegazione etimologica di pizzardone, solo in parte diversa. Fatta salva la metafora aviaria, il nome delle guardie municipali romane deriverebbe dal paragone istituito non con la pizzarda (il beccaccino cioè: vedi sopra), ma con una specie di uccelli diversa. Tra i tradizionali ornitonimi romaneschi esiste infatti anche proprio pizzardone, che designa il croccolone , uccello diverso dalla pizzarda e che un tempo era presente nei luoghi acquitrinosi dell'Agro Romano, soprattutto in primavera, più scarso in autunno. Era dotato di una carne squisita e per questo era oggetto di caccia. Forse il nome dei pizzardoni romani deriva direttamente da lui. Questa spiegazione, più economica e quindi a prima vista maggiormente convincente, non tiene però conto del fatto che le guardie municipali, sul finire dell'Ottocento, potessero essere chiamate anche pizzarde, ciò che rende infine più probabile la prima ipotesi.
La prima attestazione in assoluto del termine pizzardone in italiano si ha nel Supplimento a' vocabolarj italiani del milanese Giovanni Gherardini nel 1853.

## L'uniforme delpizzardone

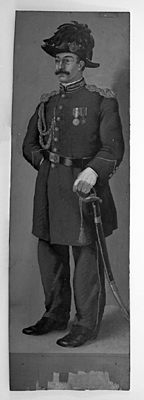
Il pizzardone nel quadro di Domenico Cucchiari.

Oltre al caratteristico copricapo a pizzo di colore nero e dal cui centro si spandevano sulla calotta numerose piume di cappone, l'uniforme del pizzardone prevedeva una giubba di panno sempre nero che s'allungava a mo' di sottana un po' più giù dei ginocchi, lasciando scoperti in basso i pantaloni filettati ai margini delle cuciture con una zagana di colore rosso.
La vita era stretta da una larga cintura di cuoio verniciato nero, la quale sorreggeva a mezzo di tiranti dello stesso cuoio la sciabola dall'elsa di ottone lucente. Nei giorni festivi e nelle cerimonie ufficiali erano indossate, non senza un certo sussiego, fregi e cordelline intrecciate che ponevano in bella mostra i colori giallorossi di Roma che dalle spalline scendevano a cerchio sul petto e finivano molleggiando sui fianchi.
Per un non breve periodo la Giunta Municipale volle che i pizzardoni adottassero nella loro divisa l'uso degli stivaloni, che furono subito ribattezzati popolarmente "sorbettiere", come i profondi recipienti in cui si manipolavano i gelati.
Questa divisa rimase pressoché immutata fino al primo Novecento quindi, attraverso varie modificazioni, si è giunti all'attuale uniforme estiva bianca, ma l'uso di denominare i vigili urbani pizzardoni nei romani non si è modificato:
(Pietro Scarpa, Vecchia Roma, Roma, ERS, 1957 (3° ed.), p. 230)

## Il pizzardone nella cultura e nell'arte

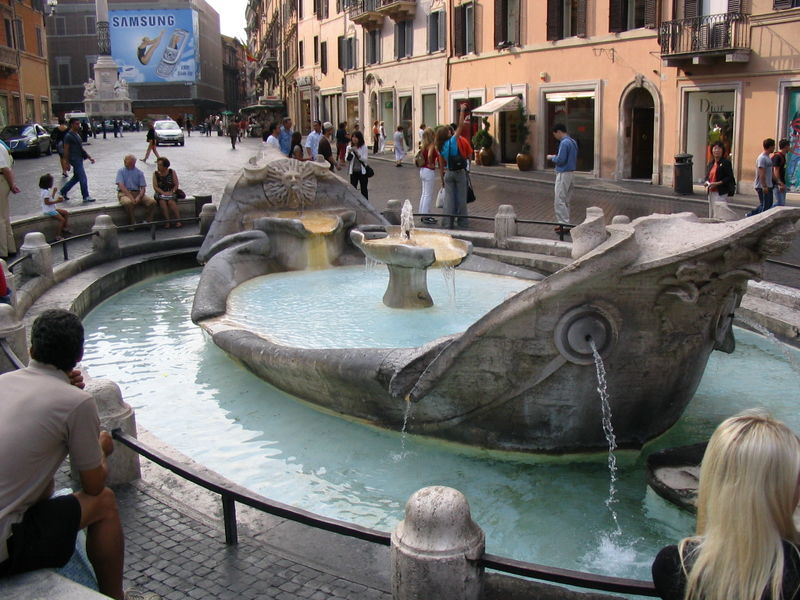
La fontana della Barcaccia

A Roma, durante il periodo in cui i vigili urbani portavano la pizzarda, era in uso il seguente stornello, in cui si paragonava la loro feluca alla forma a barca della fontana di Piazza di Spagna:
li pizzardoni porteno la treccia,
in testa j'hanno messo la barcaccia.»
(Stornello popolare romanesco)
La figura del pizzardone, molto presente nell'immaginario collettivo dei romani, ha ispirato la produzione di varie opere: una commedia dal titolo Er pizzardone avvelito fu scritta dal drammaturgo romanesco Giggi Zanazzo; Il pizzardone è anche il titolo di un quadro del pittore romano Domenico Cucchiari del 1930, conservato al Museo di Roma a Palazzo Braschi.
Un famoso pizzardone, ancorché fasullo, fu il beffardo Mandrake di Gigi Proietti nel film Febbre da cavallo, ma
il più celebre dei pizzardoni nella finzione cinematografica è stato il personaggio di Otello Celletti interpretato da Alberto Sordi, protagonista del film Il vigile del 1960, per la regia di Luigi Zampa. Il termine veniva utilizzato anche dialettalmente da Vittorio De Sica in Ladri di biciclette (1948).
Il termine, ormai uscito dall'ambito locale, è diventato patrimonio comune della cultura italiana, come attesta il suo uso a livello letterario da parte di vari autori non romani: oltre al già citato Carlo Dossi, si ricordano a titolo di esempio anche Grazia Deledda, De Amicis, Ardengo Soffici, Alfredo Panzini,  Malaparte, Gadda (non solo nel Pasticciaccio), Totò, Dario Fo.
Negli anni sessanta il disegnatore Jacovitti realizzò per la General Motors un dépliant pubblicitario con all'interno un gioco, simile al gioco dell'oca, intitolato il Gioco del Pizzardone, in cui era protagonista un vigile urbano contro alcuni automobilisti. A Reggio Emilia, a partire dal 1948, è edito Il pizzardone, periodico d'informazione dedicato ai vigili urbani.